# Echeveria secunda

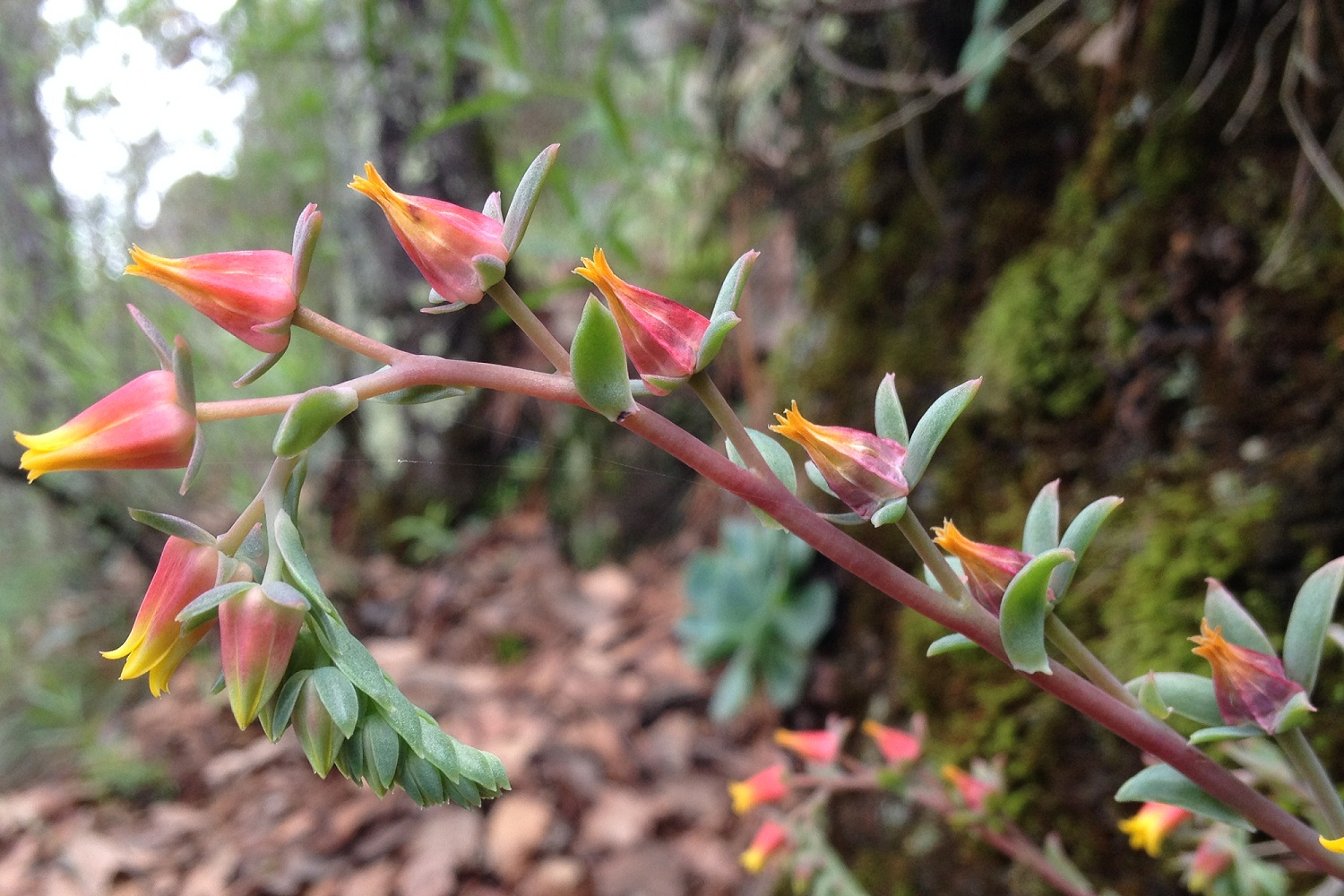
Hoa

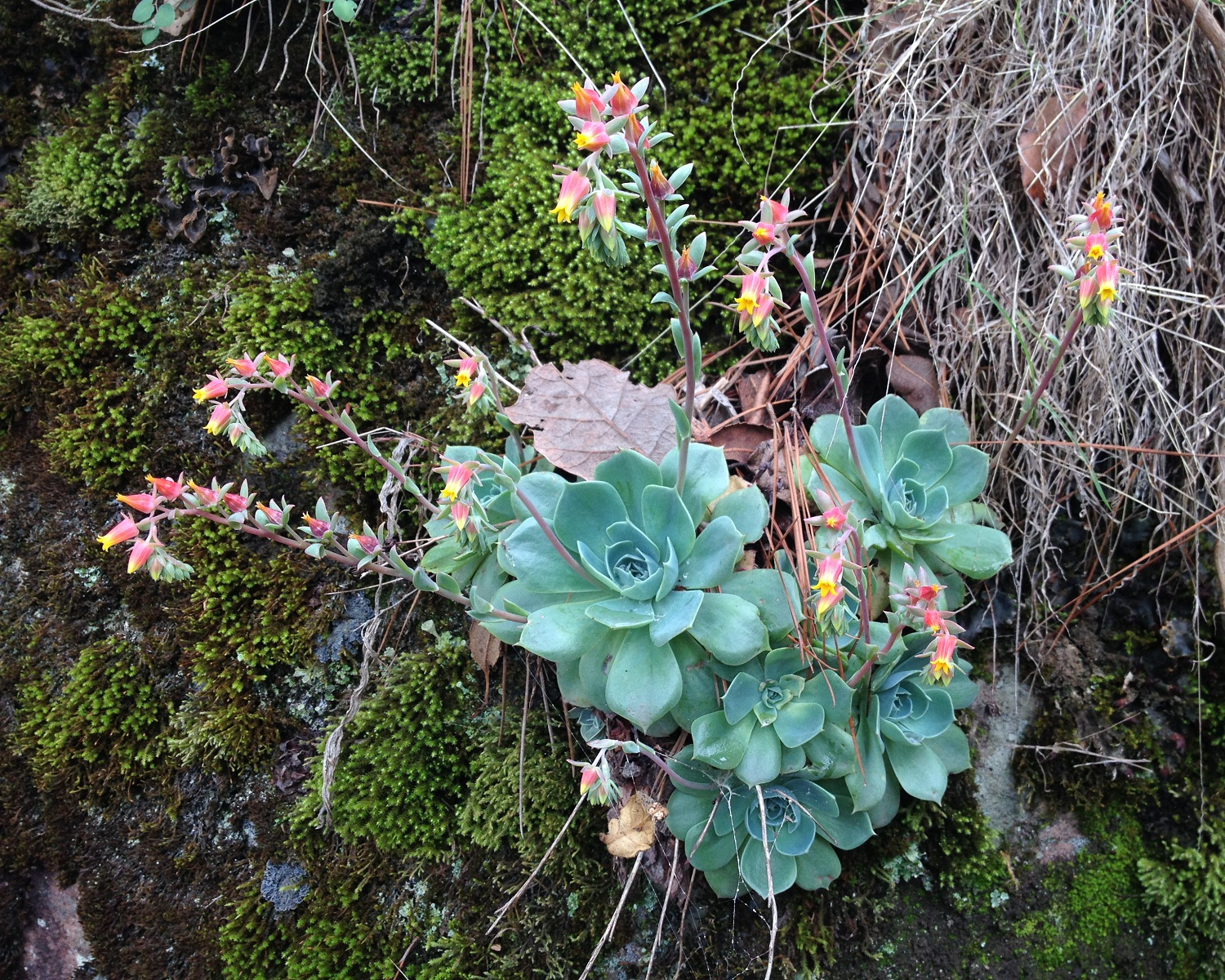
Cây

Echeveria secunda là một loài thực vật có hoa trong họ Crassulaceae. Loài này được Booth ex Lindl. miêu tả khoa học đầu tiên năm 1838.